# Alicia új élete
Az Alicia új élete (eredeti cím: Si nos dejan) egy 2021-es mexikói telenovella, amelyet Leonardo Padrón alkotott. A főbb szerepekben Mayrín Villanueva, Marcus Ornellas, Alexis Ayala, Scarlet Gruber, Isabel Burr, Álex Perea.
Először Amerikában mutatták be 2021. június 1-e és 2021. október 11-e között az Univisionon. Mexikóban 2021. november 1-e és 2022. február 20-a között mutatta be a Las Estrellas. Magyarországon 2022. január 21-e és 2022. május 23-a között mutatta be a TV2. A sorozat magyarországi sugárzását a Dancing with the Stars második évadának döntőjében jelentette be Gabriela Spanic.

## Ismertető
Alicia Montiel férjhez ment Sergio Carranzához, Mexikó egyik legelismertebb újságírójához. 3 gyermekük van. Alicia összeomlik, amikor rájön, hogy Sergio az elmúlt 3 évben hűtlen volt hozzá és megcsalta a televíziós műsorának társműsorvezetőjével, Julieta Lugoval. Alicia összegyűjti a bátorságát, hogy elváljon tőle majd szembe kell néznie minden kihívással, amit az új élete hoz. Beleszeret egy nála sokkal fiatalabb férfiba, Martín Guerrába, aki újságíró és a volt férje riválisa.

## Szereplők
| Színész                 | Szereplő                   | Magyar hang             |
| ----------------------- | -------------------------- | ----------------------- |
| Mayrín Villanueva       | Alicia Montiel de Carranza | Bertalan Ágnes          |
| Marcus Ornellas         | Martín Guerra              | Fehér Tibor             |
| Alexis Ayala            | Sergio Carranza            | Tarján Péter            |
| Scarlet Gruber          | Julieta Lugo               | Bogdányi Titanilla      |
| Isabel Burr             | Yuridia "Yuri" Carranza    | F. Nagy Eszter          |
| Álex Perea              | José Rafael Fuente "Cholo" | Penke Soma              |
| Lorena Graniewicz       | Karina Gómez               | Nádasi Veronika         |
| Carlos Said             | Gonzalo Carranza           | Moser Károly            |
| Isidora Vives           | Miranda Carranza           | Vajai Flóra             |
| Mónica Sánchez Navarro  | Yaya                       | Csizmadia Gabriella     |
| Víctor Civeira          | Ángel “Diablo” Rentería    | Berzsenyi Zoltán        |
| Jorge Gallegos          | Moisés Zapata              | Sörös Miklós            |
| Henry Zakka             | Fabián                     | Pálfai Péter            |
| Gabriela Carrillo       | Carlota Vegas              | Sági Tímea              |
| Ara Saldivar            | Celia "Chela" Ortega       | Sipos Eszter Anna       |
| Solkin Ruz              | Lucas Bejarano             | Kádár-Szabó Bence       |
| Amairani                | Maruja                     | Bérces Gabriella        |
| Paco Luna               | Diego “Vipera”             | Pál Dániel              |
| Ramiro Tomasini         | Gutiérrez                  | Czető Roland            |
| Natassia Villasana      | Marcela Cruz               | Keviczky Szilvia        |
| Sofia Rivera Torres     | Mabel Rangel               | Kelemen Kata            |
| Elissa Marie Soto Bazán | Sofía Guerra               | Pekár Adrienn           |
| Roberto Mateos          | Facundo Guerra             | Kárpáti Levente         |
| Mónica Dionne           | Rebecca                    | Garami Mónika           |
| Mauricio Pimentel       | Alberto Mujica             | Törköly Levente         |
| Gabriela Spanic         | Fedora Montelongo          | Orosz Anna              |
| Susana Dosamantes       | Eva de Montiel             | Kocsis Mariann          |
| José María Galeano      | Samuel                     | Horváth-Töreki Gergely  |
| Gerardo Murguía         | Julio Tamayo               | Karsai István           |
| Claudia Zepeda          | Lorena                     | Ruszkai Szonja          |
| Paola Toyos             | Prudencia                  | Vámos Mónika            |
| Pakey Vázquez           | Toro                       | Láng Balázs             |
| Marcelo Buquet          | Quijada                    | Papucsek Vilmos         |
| Karla Gaytán            | Luna Cruz                  | Dolmány-Bogdányi Korina |
| Juan Pablo Gil          | Francisco "Paquito"        | Pálmai Szabolcs         |

## Évados áttekintés
| Évad | Évad | Epizód | Mexikói sugárzás  | Mexikói sugárzás  | Mexikói adó | Amerikai sugárzás | Amerikai sugárzás | Amerikai adó | Magyar sugárzás  | Magyar sugárzás | Magyar adó |
| Évad | Évad | Epizód | Évadpremier       | Évadfinálé        | Mexikói adó | Évadpremier       | Évadfinálé        | Amerikai adó | Évadpremier      | Évadfinálé      | Magyar adó |
| ---- | ---- | ------ | ----------------- | ----------------- | ----------- | ----------------- | ----------------- | ------------ | ---------------- | --------------- | ---------- |
|      | 1    | 83     | 2021. november 1. | 2022. február 20. |             | 2021. június 1.   | 2021. október 11. |              | 2022. január 21. | 2022. május 23. | TV2        |

## A sorozat készítése
2021. február 2-án jelentették be, hogy Mayrín Villanueva, Marcus Ornellas és Eduardo Yañez szerepelni fognak a sorozatban. 2021. február 12-én azonban bejelentették, hogy egészségügyi problémák miatt Eduardo Yañez szerepét Alexis Ayala vette át. A forgatása 2021. február 16-án kezdődött.